# Месје 74
Месје 74 (М74) је спирална галаксија у сазвежђу Рибе која се налази у Месјеовом каталогу објеката дубоког неба.
Деклинација објекта је + 15° 47' 0" а ректасцензија 1h 36m 41,7s. Привидна величина (магнитуда) објекта М74 износи 9,1 а фотографска магнитуда 9,8. Налази се на удаљености од 8,505 милиона парсека од Сунца. М74 је још познат и под ознакама NGC 628 UGC 1149, MCG 3-5-11, CGCG 460-14, IRAS 01340+1532, PGC 5974.